# سنجاب‌ریختان
سنجاب‌ریختان یا سنجاب‌سانیان (نام علمی: Sciuromorpha) نام یک زیرراسته از راسته جوندگان است. سنجاب از این گروه است.